# New London (Ohio)
New London è un villaggio degli Stati Uniti d'America, situato nello stato dell'Ohio, nella contea di Huron.